# Chiang Ching-kuo
Chiang Ching-kuo (chiń. upr. 蒋经国; chiń. trad. 蔣經國; pinyin Jiǎng Jīngguó, wym. [tɕiã.tɕiŋ.koʔ]; ur. 27 kwietnia 1910 w Fenghua w prow. Zhejiang, zm. 13 stycznia 1988 w Tajpej) – polityk chiński (tajwański), prezydent Republiki Chińskiej (Tajwanu) w latach 1978–1988. Najstarszy syn Czang Kaj-szeka i jego pierwszej żony Mao Fumei.
W 1925 roku wyjechał do ZSRR, gdzie podjął studia na moskiewskim Uniwersytecie im. Sun Jat-sena. Jego szkolnymi kolegami było wielu działaczy komunistycznych, m.in. Deng Xiaoping. Popadł w niełaskę władz radzieckich po podjęciu przez Czang Kaj-szeka w 1927 roku działalności antykomunistycznej w Chinach. Pomimo złożenia publicznej krytyki polityki ojca, został zesłany w region Uralu, gdzie pracował w zakładzie przemysłu ciężkiego. Tam poznał swoją przyszłą żonę, Białorusinkę Fainę Jepaczewą Wachaliewą (ur. 1916, zm. 2004), znaną później pod chińskim nazwiskiem Chiang Fang-liang (chiń. upr. 蒋方良; chiń. trad. 蔣方良; pinyin Jiǎng Fāngliáng). Z małżeństwa tego doczekał się 3 synów i córki.
Na początku 1937 roku za zezwoleniem władz radzieckich wrócił wraz z rodziną do Chin. Rok później wstąpił do Kuomintangu. Początkowo przebywał z ramienia partii w prowincji Jiangxi, natomiast w 1948 roku został skierowany do Szanghaju. Jego polityka uzdrowienia stosunków w mieście, naznaczona radykalną walką z korupcją, spowodowała, iż popadł w konflikt ze swoją macochą Song Meiling.
W 1949 roku wraz z rządem Republiki Chińskiej ewakuował się na Tajwan. Pełnił wiele funkcji we władzach państwowych – był szefem tajnej policji (1950–1965), ministrem obrony (1965–1969), wicepremierem (1969–1972). W latach 1972–1978 premier Tajwanu, w 1978 roku został wybrany przez Zgromadzenie Narodowe na urząd prezydenta (zastąpił Yen Chia-kana). Jako głowa państwa został zmuszony do złagodzenia polityki autokratycznej, dopuścił działalność partii opozycyjnych, zniósł stan wyjątkowy (1987) i zezwolił na ruch turystyczny do Chin kontynentalnych.
Pełnił funkcję prezydenta do końca życia, zmarł na atak serca. Zastąpił go Lee Teng-hui.